# Station Rannoch
Rannoch is een spoorwegstation van National Rail in Perth and Kinross in Schotland. Het station is eigendom van Network Rail en wordt beheerd door ScotRail. Het station ligt centraal in Rannoch Moor, op de West Highland Line. 